# William Dwight Whitney
William Dwight Whitney, född 9 februari 1827 i Northampton, Massachusetts, död 7 juni 1894 i New Haven, Connecticut, var en amerikansk språkvetenskapsman och universitetslärare, bror till geologen Josiah Dwight Whitney.
Whitney studerade sanskrit vid Yale College i New Haven samt 1850-1853 i Tyskland, förnämligast i Berlin (för Albrecht Weber) och Tübingen (för Rudolph Roth). År 1854 blev han professor i sanskrit och 1870 tillika i jämförande språkvetenskap vid Yale College. Han var en tid bibliotekarie och "corresponding secretary"
i American Oriental Society och blev 1884 dess president. Därjämte var han president i  American Philological Association och ledamot av flera europeiska vetenskapsakademier och andra lärda samfund (bland andra Vetenskapssocieteten i Uppsala, sedan 1878). 
Whitney utövade stort inflytande på indologins och (speciellt den allmänna) språkvetenskapens utveckling ej blott i Amerika, utan även i Europa. Han kan sägas vara upphovsmannen till den så kallade amerikanska skolan inom språkvetenskapen, vars kanske mest utmärkande egenskap är den exakt statistiska metoden inom grammatiken. 
Inom den allmänna språkvetenskapen (språkfilosofin) var Whitney bland de inflytelserikaste förkämparna för den åsikt, som (emot den naturvetenskapliga, representerad genom Schleicher och andra) i likhet med dansken Madvig hävdar språkets karaktär av att i främsta rummet vara en av den mänskliga intelligensen framkallad och utbildad konstprodukt, språkvetenskapen sålunda en historisk vetenskap. En annan sak - något, som väl ej heller Whitney förnekar och som torde vara den yttersta och riktiga grundtanken i Schleichers och Friedrich Max Müllers åsikter - är, att denna konstprodukt, sedd i samband med den mänskliga utvecklingen i det hela, icke väsentligt, utan endast till graden skiljer sig från den i hela naturen gällande utvecklingsprincipen. 
Whitneys förnämsta arbeten på det indologiska området är särdeles omfattande. Tillsammans med Roth utgav han Atharvaveda-samhita (I, Berlin, 1855; del II hann aldrig utkomma; jämför den av Lanman utgivna översättningen av Atharvaveda, nedan). Härtill sluter sig närmast Alphabetisches verzeichniss der versanfänge der Atharva samhita (i Webers "Indische studien", band 4) samt hans edition med översättning och kommentar av Atharva-veda-prātiçākhya i band 7 och 
Index verborum to the published text of the Atharva-veda i band 12 av "Journal of the American oriental society". I denna tidskrift finns dessutom av honom flera större och mindre arbeten, bland vilka må nämnas On the history of the vedic texts (band 4, 1854), On the Avesta, or the sacred scriptures of the zoroastrian religion (bd 5, 1856), viktiga noter och tillägg till samt slutlig redaktion av Ebenezer Burgess Translation of the Sūrya-siddhānta (ett indiskt astronomiskt verk, band 6, 1860) och The Tāittiriya-prātiçākhya, with its commentary etc., text, translation and notes (bd 9, 1871). 
Flera uppsatser såväl av indiskt filologiskt som av mera allmänt språkvetenskapligt innehåll har han offentliggjort i "Transactions of the American philological association" (1869-90) samt lämnat bidrag till den så kallade Petersburgsordboken av Böhtlingk och Roth. Hans kanske förnämsta arbete på sanskritområdet är Sanskrit Grammar (Leipzig, 1879; 3:e upplagan 1896),  vartill sluter sig (som bihang) The Roots, Verb Forms and Primary Derivatives of the Sanskrit Language (Leipzig, 1885).
Av allmänt språkvetenskapligt innehåll är Language and Study of Language (1867) samt en kortare sammanfattning därav: Life and Growth of Language (1875; "Språket, dess lif och utveckling", översättning av C.G. Stjernström 1880). Flera av Whitneys tidigare smärre, ursprungligen i ovannämnda tidskrifter eller annanstädes offentliggjorda avhandlingar är samlade (delvis omarbetade) i 2 band: Oriental and linguistic studies (1875 -77), vari de bekanta, för M. Müller högst besvärande kritikerna av några av hans arbeten förekommer. 
Efter Whitneys död utgav Lanman - med tillägg - en översättning av Atharvaveda med kritisk och exegetisk kommentar i 2 band av 
Harvard Oriental Series (vol. VII-VIII, 1905). Även på det språkpedagogiska området inom de moderna språken var Whitney verksam- Bland hans arbeten inom detta område kan nämnas German Grammar (1869), German Reader with Notes and Vocabulary (1870), Essentials of English Grammar (1877) och French Grammar (1886). Whitney var huvudredaktör för det monumentala (till en del encyklopediska) lexikaliska verket The Century Dictionary of the English Language (6 band).